# 誰も知らない
『誰も知らない』（だれもしらない、英題：Nobody Knows）は、育児放棄の実話を基にして2004年に公開された是枝裕和監督の日本映画。 映画のキャッチコピーは、「生きているのは、おとなだけですか。」。

## 解説
1988年に発生した巣鴨子供置き去り事件を題材として、是枝裕和監督が15年の構想の末に映像化した作品である。母の失踪後、過酷な状況の中で幼い弟妹の面倒を見る長男の姿を通じ、家族や周辺の社会のあり方を問いかけた。
主演の柳楽優弥が2004年度の第57回カンヌ国際映画祭にて史上最年少および日本人として初めての最優秀主演男優賞を獲得したことで大きな話題を呼んだ。また、キネマ旬報やフランダース国際映画祭で最優秀作品賞を獲得するなど、国内外の映画賞を多数獲得した。2004年度の日本映画のうち、高い評価を得た作品の1つである。

## ストーリー
2DKのアパートに、スーツケースを抱えた母親のけい子と息子の明が引越してくる。アパートの大家には「主人が長期出張中の母子2人である」と挨拶するが、実はけい子には明以外の子供が3人おり、スーツケースの中には次男の茂、次女のゆきが入っていた。長女の京子も人目をはばかり、こっそり家にたどり着く。
子供4人の母子家庭との事実を告白すれば家を追い出されかねないと、嘘をつくのはけい子なりの苦肉の策であり、彼女は大家にも周辺住民にも事が明らかにならないよう、明以外は外出を禁ずるなど、子供たちに厳しく注意する。
子供たちはそれぞれ父親が違う。そして大家には小学校6年生と紹介した明をはじめ、学齢期の子供たちは学校に通ったことがなかった。
転入当初は、日中けい子が百貨店で働く間に明が弟妹の世話をする日々が続くが、新たに恋人ができたけい子は家に不在がちになる。やがてけい子は恋人と同棲を始め、子供たちの生活費は現金書留で送り帰宅しなくなる。そこから子供だけの、誰も知らない生活が始まる。明は茂とゆきの父親たちに金の無心目的に会うが、それぞれの事情からお小遣い程度しかもらえない。
母が姿を消して数か月後、生活費は送られてこなくなり底をつく。料金滞納から電気・ガス・水道も止められ、子供たちだけの生活に限界が近づき始める。コンビニ店員から児童相談所行きを勧められた明は「そうしたらややこしくなって4人一緒に暮らせなくなる」と答える。
子供たちは公園に通い水を確保し一日一日を必死に生きのびるなか、不登校の中学生・紗希と出会う。子供たちと打ち解けた紗希は、彼らの凄惨な暮らしを目の当たりにする。
いよいよ食料が底を突く。明は以前万引きと間違われたコンビニに行き、顔見知りの店員から賞味期限切れの弁当をもらうようになる。紗希は協力を申し出て見知らぬ男とカラオケに行き、もらった現金を明に手渡そうとする。しかし、それが援助交際で手に入れた金と知る明は現金を受け取れずに立ち去る。
そんな不条理な環境を我慢し兄として振舞い続けた明だったが、ある日、言うことを聞かない妹弟たちに鬱憤が爆発し衝動的に家を飛び出す。
飛び出した先で、ひょんなことから少年野球チームの助っ人を頼まれ、日常を忘れて楽しむが、家に戻った明が目にしたのは、ベランダの棚の物を取ろうとして転落し、そのまま目を覚まさなくなったゆきと、彼女を見つめながら呆然と座り込んでいる京子と茂の姿だった。
病院に連れて行く金も薬を買う金もなく、明は薬を万引きするが、その甲斐なく翌日ゆきは息絶える。
明は紗希に借金を申し込み、ゆきの好きだったアポロチョコを沢山買い、亡骸を詰めたスーツケースを生前ゆきが憧れた飛行機がよく見える羽田空港近くの河川敷に埋め、二人で弔う。
後日、いつも通りコンビニ店員から売れ残りの惣菜をもらう子供たちと、彼らに寄り添う紗希の姿があった。彼らはいつもと変わりなく日常を過ごし、いつものように自分達のアパートへ帰っていく。

## キャスト
- 福島明：柳楽優弥
- 福島けい子：YOU
- 福島京子：北浦愛
- 福島ゆき：清水萌々子
- 福島茂：木村飛影
- 水口紗希：韓英恵
- 広山潤（コンビニの店員）：加瀬亮
- 中延司（コンビニの店長）：平泉成
- 吉永忠志（大家）：串田和美
- 吉永江理子（大家の妻）：岡元夕紀子
- 宮嶋さなえ（コンビニの店員）：タテタカコ
- 杉原博信（タクシーの運転手）：木村祐一
- 京橋和孝（パチンコ屋の店員）：遠藤憲一
- 井澤真一（少年野球の監督）：寺島進

## スタッフ
- 監督・脚本・編集・プロデューサー：是枝裕和
- ゼネラルプロデューサー：重延浩、川城和実
- 企画 ： 安田匡裕
- 企画協力：小林栄太朗、李鳳宇
- アソシエイトプロデューサー：浦谷年良、河野聡
- ラインプロデューサー：田口聖
- 撮影 ： 山崎裕
- 録音 ： 弦巻裕
- 美術 ： 磯見俊裕、三ツ松けいこ
- キャスティング：新江佳子
- 助監督：熊谷喜
- 製作担当：白石治
- 音響効果：岡瀬晶彦
- 宣伝プロデューサー：佐藤志保
- 音楽：ゴンチチ
- 音楽プロデューサー：佐脇章太
- 挿入歌：タテタカコ「宝石」
- 制作プロダクション：テレビマンユニオン
- 配給・宣伝：シネカノン
- 宣伝：青木かおり、圷滋夫
- 「誰も知らない」製作委員会：テレビマンユニオン、バンダイビジュアル、エンジンフィルム、シィースタイル、シネカノン

## 賞歴
- 第57回カンヌ国際映画祭
  - 最優秀主演男優賞：柳楽優弥
- フランダース国際映画祭
  - グランプリ
- シカゴ国際映画祭
  - 金のプラーク賞
- 第78回キネマ旬報ベスト・テン
  - 日本映画ベスト・ワン
  - 読者選出日本映画ベスト・ワン
  - 読者選出日本映画監督賞：是枝裕和
  - 助演女優賞：YOU
  - 新人男優賞：柳楽優弥
- 第47回ブルーリボン賞
  - 作品賞
  - 監督賞：是枝裕和
- 第59回毎日映画コンクール
  - 日本映画優秀賞
  - スポニチグランプリ新人賞：柳楽優弥
  - 録音賞：弦巻裕
- 第29回報知映画賞
  - 作品賞
- 第19回高崎映画祭
  - 最優秀監督賞：是枝裕和
  - 最優秀新人女優賞：北浦愛
  - 最優秀新人男優賞：柳楽優弥
- 第14回東京スポーツ映画大賞
  - 作品賞
  - 新人賞：柳楽優弥
- 第26回ヨコハマ映画祭
  - 最優秀新人賞：柳楽優弥
  - ベスト10：第3位
- 第9回ニフティ映画大賞
  - ベスト10：第3位
- 第14回日本映画プロフェッショナル大賞
  - ベスト10：第6位
- 第28回山路ふみ子映画賞
  - 山路ふみ子福祉賞：是枝裕和
- 第28回日本アカデミー賞
  - 優秀助演女優賞：YOU

## 備考
- 子役には台本を渡さず撮影された。是枝は「オーディションで選んだ4人の子供たちが、それまで演技経験のない子たちで、一度台本を渡してリハをやってみたら、下手だったんですよ。すごく。これはまずいなと思って。で違う形でできないかなと思って台本渡すのをやめました。その場で僕が『お兄ちゃんがこう言うから、こう言ってごらん』みたいな、口伝えでやってみたんです。そしたら子供たちが面白がったんですよ。それも、正確にではなくて、あいまいに伝えていく。できれば感じだけ伝えて、それが普段彼らが使っている言葉として出てくるのがベストだなと思って。」と語っている[2]。
- 母親の福島けい子役には、芝居・演技経験の少ないYOUが選ばれた。YOU本人が語ったところによると、是枝監督がある日バラエティ番組に出演していたYOUを見て「いかにも育児放棄しそうなキャラクター」という直感からオファーが来たという[3]。そのため下手な女優に演技をさせるよりも恐怖感が少なく、結果的にリアリティに繋がったのではないかと語っている[4]。是枝は「YOUさんも台本は読んでないんですよ。YOUさんは台本が嫌いで、バラエティ番組でも台本を読まずに現場へ入るらしいです。その感覚で現場に来て、シーンの説明を僕が子供にするのを脇で聞いてるんです。そこで、彼女から出てくる表情だったり言葉だったりが、瞬間的にすごく的確なんです。センスとしか言いようがないかな。」と語っている[5]。YOUは本作のカンヌ国際映画祭授賞後、バラエティ番組で自らを「カンヌ女優」と嘯くシーンが多く見られた。
- 主演の柳楽は撮影時期、成長期であり、撮影した1年で身長が146cmから163cmまで伸び、声変わりをしている。演じた役名の「明」は柳楽が考えた名である。
- 作中で茂がカップ麺に冷や飯を入れるのは、演じた木村飛影のアイディアである。また、ゆきの好物は台本ではいちごポッキーだったが、演じた清水萌々子がアポロが好きだったことからアポロに変更された[5]。
- 子供たちが泣くシーンがないことについて是枝は「子供が泣く芝居って嫌いなんだよね」「泣き顔の代わりに手を撮ろうと思った。手が泣いているという風に手で哀しみを表現できるように決めて撮ってるつもりなんですけど」と語っている[5]。
- 子供たちが暮らしていたアパートは1年近く借りていたもので、撮影に使用しない時は助監督が実際に住んでいた[6]。
- 繰り返し登場する階段は中野区上高田にあり、階段を降りて川を越えた所に公園のシーンが撮影された西落合公園がある[7]。
- カンヌ国際映画祭では2日目と、受賞には不利と言われる早いタイミングで上映された。2004年の審査委員長だったクエンティン・タランティーノのコメント「個人的には、彼（柳楽）の表情が一番印象深かった。毎日多くの映画を見たが、最後まで印象に残ったのは彼の顔だった」と語っている。
- カンヌ滞在中、柳楽は自分が表紙になった雑誌を見て「皆で表紙になりたいです」と言っており、カンヌ受賞も「皆を代表してとった」という認識でいる[8]。「『誰も知らない』が何も取らないより取れた方がいいから」という理由で受賞を「嬉しい」と言ったり、学校では聞かれない限りその話はしないなど謙虚な発言が目立っていた。柳楽のポスターは現地で「あのポスターをくれないか」と大人気だった。
- 第57回カンヌ国際映画祭の授賞式には柳楽はちょうど学校の試験があり出席できず、代わりに監督が出席した[8]。
- YOUと柳楽はその後、2006年にダイハツ工業「ミラ」のCMで母と子として再共演を果たしている[9]。